# Plutothrix nudicoxa
Plutothrix nudicoxa är en stekelart som beskrevs av Graham 1993. Plutothrix nudicoxa ingår i släktet Plutothrix och familjen puppglanssteklar.
Artens utbredningsområde är Kroatien. Inga underarter finns listade i Catalogue of Life.